# N-325
La N-325 es una carretera nacional española que comunica las poblaciones alicantinas de Novelda y Crevillente.

## Trazado
Anteriormente se trataba de un itinerario que conectaba la carretera N-330 que unía Alicante con Madrid y la N-340 que une Alicante con Murcia y Andalucía, de este modo era un acceso directo a las playas del sur de Alicante para el turismo procedente del centro de la Península.

## Localidades y enlaces
- A-31
- Novelda
- Aspe
- Crevillente
- N-340

## Futuro
La N-330 es ahora la A-31 y junto al trazado de la N-340 discurre la A-7. La N-325 actualmente ha perdido su función de interés estatal y ha sido transferida a la Generalidad Valenciana el tramo Novelda - Aspe ahora forma parte de la carretera  CV-84  y el tramo Aspe - Crevillente ha pasado ha denominarse  CV-863 .
- Datos: Q9048282